# Longvilliers (Pas-de-Calais)
Longvilliers é uma comuna francesa na região administrativa de Altos da França, no departamento de Pas-de-Calais. Estende-se por uma área de 10,99 km². Em 2010 a comuna tinha 256 habitantes (densidade: 23,3 hab./km²).